# Торричелла-ін-Сабіна
Торричелла-ін-Сабіна (італ. Torricella in Sabina) — муніципалітет в Італії, у регіоні Лаціо,  провінція Рієті.
Торричелла-ін-Сабіна розташована на відстані близько 55 км на північний схід від Рима, 15 км на південь від Рієті.
Населення — 1341 особа (2014).
Покровитель — святий Іван Хреститель.

## Демографія
Населення за роками:

Станом на 1 січня 2023 року в муніципалітеті офіційно проживало 117 іноземців з 27 країн, серед них 60 громадян країн Євросоюзу та 3 громадяни України.

## Сусідні муніципалітети
- Бельмонте-ін-Сабіна
- Казапрота
- Монтелеоне-Сабіно
- Монтенеро-Сабіно
- Поджо-Мояно
- Поджо-Сан-Лоренцо
- Рієті
- Рокка-Сінібальда